# Wilma Murto
Wilma Anna Helena Murto (* 11. Juni 1998 in Kuusjoki, Salo) ist eine finnische Leichtathletin, die sich auf den Stabhochsprung spezialisiert hat. 2022 wurde sie Europameisterin im Freien und 2023 in der Halle.

## Sportliche Laufbahn
Wilma Murto debütierte bei internationalen Meisterschaften bei den Juniorenweltmeisterschaften 2014 in Eugene im Alter von 16 Jahren. Dort scheiterte sie jedoch in der Qualifikation. 2015 stellte sie in der Halle einen neuen europäischen Jugendrekord von 4,45 m auf (dieser wurde 2016 von Lisa Gunnarsson verbessert). Ein Jahr später stellte sie bei einem Hallenmeeting in Zweibrücken mit 4,71 m einen neuen finnischen Rekord sowie den aktuellen Juniorinnenweltrekord auf (Stand: Mai 2020).
Bei den Europameisterschaften 2016 in Amsterdam errang sie mit 4,45 m den sechsten Platz. Eine Woche darauf gewann sie die Bronzemedaille bei den U20-Weltmeisterschaften 2016 im polnischen Bydgoszcz mit übersprungenen 4,40 m. Hingegen scheiterte sie bei den Olympischen Spielen in Rio de Janeiro mit 4,30 m bereits in der Qualifikation. 2017 erzielte sie im Finale bei den Halleneuropameisterschaften den achten Platz mit übersprungenen 4,40 m. Bei den U20-Europameisterschaften im italienischen Grosseto übersprang Murto 4,15 m und gewann damit die Bronzemedaille. 2018 nahm sie an den Europameisterschaften in Berlin teil und schied dort mit 4,35 m in der Qualifikation aus, wie auch bei den Leichtathletik-Halleneuropameisterschaften 2019 in Glasgow, bei denen sie lediglich 4,10 m überquerte. Anschließend belegte sie bei den U23-Europameisterschaften in Gävle mit 4,20 m den fünften Platz und scheiterte bei den Weltmeisterschaften in Doha mit 4,35 m in der Qualifikation. 2021 belegte sie bei den Halleneuropameisterschaften in Toruń mit Saisonbestleistung von 4,55 m den sechsten Platz. Ende Juni siegte sie mit 4,61 m bei den Kuortane Games und wurde kurz darauf mit derselben Höhe Dritte beim Müller British GP in Gateshead. Daraufhin erreichte sie bei den Olympischen Spielen in Tokio das Finale und klassierte sich dort mit übersprungenen 4,50 m auf dem fünften Platz.
2022 belegte sie bei den Weltmeisterschaften in Eugene mit 4,60 m im Finale auf dem sechsten Platz und anschließend siegte sie überraschend bei den Europameisterschaften in München mit neuem Landesrekord von 4,85 m. Daraufhin wurde sie bei der Athletissima mit 4,60 m Dritte. Im Jahr darauf wurde sie mit übersprungen 4,80 m in Istanbul Halleneuropameisterin. Im Juni siegte sie mit 4,75 m bei den Paavo Nurmi Games sowie mit 4,61 m bei den Kuortane Games. Kurz darauf wurde sie bei der 1. Liga der Team-Europameisterschaft im Zuge der Europaspiele mit 4,71 m Erste und sicherte sich damit ligenübergreifend die Goldmedaille. Bei der Athletissima wurde sie mit 4,77 m Zweite und anschließend siegte sie mit 4,80 m beim London Athletics Meet. Im August gewann sie bei den Weltmeisterschaften in Budapest mit einer Höhe von 4,80 m im Finale die Bronzemedaille hinter der Australierin Nina Kennedy und der US-Amerikanerin Katie Moon. 2024 belegte sie bei den Hallenweltmeisterschaften in Glasgow mit 4,55 m den geteilten achten Platz und auch bei den Europameisterschaften im Juni in Rom wurde sie mit 4,43 m Achte. Anschließend belegte sie bei den Olympischen Sommerspielen in Paris mit 4,70 m im Finale den sechsten Platz.
In den Jahren von 2018 bis 2021 und 2023 wurde Murto finnische Meisterin im Freien sowie 2019 und 2020 auch in der Halle.